# Miðvágur község
Miðvágur község (feröeriül: Miðvágs kommuna) egy megszűnt község Feröeren. Vágar középső részén fekszik.

## Történelem
A község 1915-ben jött létre Vágar egyházközség szétválásával.
2009. január 1-jén összeolvadt Sandavágur községgel, így jött létre Vágar község.

## Önkormányzat és közigazgatás

### Települések
| Település  | Mióta a község része | Előző község       | Meddig a község része | Következő község | Megjegyzés         |
| ---------- | -------------------- | ------------------ | --------------------- | ---------------- | ------------------ |
| Miðvágur   | 1915                 | Vágar egyházközség | 2008. december 31.    | Vágar község     | A község székhelye |
| Vatnsoyrar | 1915                 | Vágar egyházközség | 2008. december 31.    | Vágar község     |                    |

### Polgármesterek
- Jóhannes Klein ( – 2008)[3]

## Népesség
| Év              | Lakosság |
| --------------- | -------- |
| 1986. január 1. | 1082     |
| 1991. január 1. | 1063     |
| 1996. január 1. | 958      |
| 2001. január 1. | 972      |
| 2006. január 1. | 1101     |